# Aux frontières de l'aube
Pour plus de détails, voir Fiche technique et Distribution.
Aux frontières de l'aube (Near Dark) est un néo-western horrifique américain coécrit et réalisé par Kathryn Bigelow et sorti en 1987.

## Synopsis
Caleb Colton est un jeune fermier d'une petite ville. Une nuit, il rencontre la belle et mystérieuse Mae. Fasciné, il l'emmène dans sa voiture et tente de la séduire et obtient d'elle un baiser qui devient une morsure. Ce contact va entraîner Caleb dans le monde des compagnons de Mae, des vampires qui enlèvent Caleb à bord de leur camping-car. Cependant, le chef de la bande, Jesse Hooker, n'accepte pas Caleb et le force à tuer pour prouver sa valeur et s'abreuver du sang de ses victimes. Mae tente de faire ce qu'elle peut pour protéger Caleb. De son côté, le père de Caleb fait son possible pour retrouver son fils.

## Fiche technique
Sauf indication contraire, les informations mentionnées dans cette section peuvent être confirmées par la base de données cinématographiques IMDb,  présente dans la section « Liens externes ».
- Titre original : Near Dark
- Titre francophone : Aux frontières de l'aube
- Réalisation : Kathryn Bigelow
- Scénario : Kathryn Bigelow et Eric Red
- Musique : Tangerine Dream
- Direction artistique : Dian Perryman
- Décors : Stephen Altman
- Costumes : Joseph A. Porro
- Photographie : Adam Greenberg
- Montage : Howard E. Smith
- Production : Steven-Charles Jaffe (en) ; Eric Red (coproducteur) ; Mark Allan et Diane Nabatoff (associés) ; Edward S. Feldman (en) et Charles R. Meeker (délégués)
- Sociétés de production : F/M Entertainment ; coproduit par Near Dark Joint Venture
- Sociétés de distribution : De Laurentiis Entertainment Group (États-Unis), Capital Cinéma (France)
- Budget : 5 millions de dollars[1]
- Pays de production :  États-Unis
- Langue originale : américain
- Format : couleur - 1,85:1 - Ultra Stéréo - 35 mm
- Genre : néo-western, horreur, fantastique
- Durée : 94 minutes
- Dates de sortie :
  - Canada : 12 septembre 1987 (festival de Toronto - Gala Presentation)
  - États-Unis : 2 octobre 1987
  - France : 9 novembre 1988
- Film interdit aux moins de 12 ans lors de sa sortie en France
- Affiche : Michel Landi (France)

## Distribution
- Adrian Pasdar (VF : Stéphane Bazin) : Caleb Colton
- Jenny Wright : Mae
- Lance Henriksen : Jesse Hooker
- Bill Paxton (VF : Jean-Louis Faure) : Severen
- Jenette Goldstein : Diamondback
- Tim Thomerson (VF : Richard Leblond) : Loy Colton
- Joshua John Miller (VF : Éric Chevallier) : Homer
- Marcie Leeds : Sarah Colton
- Troy Evans : le policier en civil
- Bill Cross : le shérif Eakers
- Roger Aaron Brown : le routier cajun
- James LeGros : le jeune cowboy
- Billy Beck (en) : le propriétaire du motel
- S.A. Griffin : l’officier de police du motel
- Theresa Randle : une femme dans une voiture
- Leo Geter (af) : l’ami de Caleb

## Production

### Genèse et développement
Kathryn Bigelow (réalisatrice et coscénariste du film) et Eric Red (coscénariste du film) voulaient initialement faire un western, mais puisque ce genre était démodé et que la mode était alors aux films d'horreur, notamment les films de vampires Vampire, vous avez dit vampire ? et Génération perdue sortis avant. Les deux scénaristes décident de mélanger les deux genres et de faire un western horrifique,.
Le producteur Edward S. Feldman a engagé Kathryn Bigelow comme réalisatrice. Elle signe son premier long métrage en solo après The Loveless (1981) coréalisé avec Monty Montgomery. Le producteur l'avait prévenu que si elle ne faisait pas l'affaire, elle serait renvoyée au bout de quelques jours de tournage.
Plus tard, le coscénariste du film, Eric Red retravaillera par la suite avec Kathryn Bigelow sur Blue Steel (1990).

### Attribution des rôles
Bill Paxton, Lance Henriksen et Jenette Goldstein ont tous trois joué dans Aliens, le retour (1986), un an auparavant. C'est James Cameron, futur époux de la réalisatrice, qui lui a suggéré de les engager. Michael Biehn, lui aussi présent dans le film de James Cameron, a été envisagé pour incarner Jesse Hooker mais a refusé de participer au film trouvant le scénario confus,.
Johnny Depp ou encore D. B. Sweeney ont passé des auditions pour le rôle de Caleb.

### Tournage
Le tournage se déroule dans l'Arizona (Casa Grande, Eloy, Coolidge) ou encore à Huntington Park en Californie, ainsi qu'en Oklahoma.

### Musique
Albums de Tangerine Dream
Three O'Clock High
(1987) Shy People
(1988)
La bande originale du film est composée par le groupe allemand Tangerine Dream.
| 1.    | Caleb's Blues                    | 3:20 |
| 2.    | Pick Up at High Noon             | 4:59 |
| 3.    | Rain in the Third House          | 2:59 |
| 4.    | Bus Station                      | 8:42 |
| 5.    | Good Times                       | 2:37 |
| 6.    | She's My Sister (Resurrection I) | 7:22 |
| 7.    | Mae Comes Back                   | 2:02 |
| 8.    | Father and Son (Resurrection II) | 2:58 |
| 9.    | Severin Dies                     | 2:50 |
| 10.   | Fight at Dawn                    | 4:40 |
| 11.   | Mae's Transformation             | 4:21 |
| 46:50 |                                  |      |

Personnels
- Edgar Froese
- Christopher Franke
- Paul Haslinger

## Accueil
Il a reçu un accueil critique très favorable, recueillant 90 % de critiques positives, avec une note moyenne de 7,4/10 et sur la base de 41 critiques collectées, sur le site agrégateur de critiques Rotten Tomatoes. Malgré cela, le film a été un échec commercial, rapportant environ 3 369 000 de dollars au box-office en Amérique du Nord pour un budget de 5 000 000 de dollars.

## Distinctions

### Récompenses
- Festival international du film fantastique de Bruxelles 1988 : Corbeau d'argent
- Festival international de Paris du film fantastique et de science-fiction 1988 : Licorne d'or

### Nominations
- Saturn Awards 1988 :
  - Meilleur film d'horreur
  - Meilleure réalisation
  - Meilleur jeune acteur pour Joshua John Miller
  - Meilleur second rôle masculin pour Bill Paxton
  - Meilleur second rôle féminin pour Jenette Goldstein
- Young Artist Awards 1989 : meilleure jeune actrice dans un film d'horreur pour Marcie Leeds

## Commentaires
Quand Caleb erre en centre ville au début du film, on peut apercevoir un cinéma avec à l'affiche Aliens, le retour de James Cameron. Plusieurs acteurs jouent dans les deux films.
Le mot vampire n'est jamais utilisé durant le film, et les antagonistes n'ont aucune caractéristique physique caractéristique des vampires, comme des crocs à la place des canines. Les seuls points communs qu'ils possèdent avec les vampires habituels sont l'allergie mortelle au soleil et le fait de se nourrir de sang.